# Seznam norveških slikarjev
Seznam norveških slikarjev.

## A
- Alf-Jørgen Aas
- Peter Nicolai Arbo
- Nikolai Astrup
- Reidar Aulie

## B
- Harriet Backer
- Peder Balke
- Ørnulf Bast
- Ari Behn
- Einar Berger
- Anna-Eva Bergman

## D
- Johan Christian Dahl (Hans Dahl) Johann Christian Clausen Dahl (1788-1856)
- Hans Andreas Dahl

## E
- Johan Fredrik Eckersberg
- Arne Ekeland

## F
- Thomas Fearnley
- Henrik Finne (1898–1992)
- Kai Fjell
- Johannes Flintoe (dan.-norv.)

## G
- (David Matej Goljat)
- Rolf Groven
- Hans (Fredrik) Gude
- Olaf Gulbransson

## H
- Ole Peter Hansen Balling
- Aasta Hansteen
- Lars Hertervig
- Karl Høgberg

## I
- Olaf Isaachsen

## J
- Ingrid Jangaard Ousland (ilustratorka)
- Frederik Nicolai Jensen

## K
- Ludvig Karsten
- Kitty Lange Kielland
- Theodor Kittelsen
- Christian Krohg (dansko-norv.)
- Guy Krohg
- Oda Krohg (née Lasson)
- Per Lasson Krohg

## M
- Gustav Adolph Mordt
- Edvard Munch
- Gerhard Munthe

## N
- Odd Nerdrum
- Rolf (Emil Rudolf) Nesch  (nem.-norv.)
- Kjell Nupen

## O
- Bjørn Ousland (ilustrator)

## P
- Eilif Peterssen

## R
- Axel Revold
- Alf Rolfsen

## S
- Jan Valentin Sæther
- Vebjørn Sand
- Otto Sinding
- Inger Sitter
- Christian Skredsvig
- Harald Sohlberg

## T
- Frits Thaulow
- Adolph Tidemand

## V
- Emanuel Vigeland
- Per Vigeland

## W
- Erik Werenskiold